# 缩硫酮
| 缩硫酮 |
| 缩硫酮（双缩硫酮）的结构通式。R1 至 R4 为有机基团（烷基、芳基等），但不为氢。（R3 和/或 R4 为氢时得到缩硫醛。） |
| 单缩硫酮的通式。R1 至 R3 为有机基团（烷基、芳基等），但不为氢。（R3 和/或 R4 为氢时得到单缩硫醛。）             |

缩硫酮是缩酮的硫类似物，由酮与硫醇缩合而得。复杂的缩硫酮也可从Corey-Seebach反应合成。反应很容易进行，乙二硫醇室温就可与酮起反应。反应可用于羰基的保护，但缩硫酮比缩酮稳定得多。缩硫酮也可用催化氢化的方法还原为亚甲基。缩硫酮/缩硫醛具有特殊的极性翻转性质，原羰基碳变为亲核性，可用于合成。